# سعيد المطيري (لاعب كرة قدم)
سعيد خالد المطيري (مواليد 28 ديسمبر 2002) هو لاعب كرة قدم سعودي يلعب في نادي التقدم.

## مسيرة اللاعب
لعب في النادي العربي ونادي التقدم.